# عمارة المتاحف
حظيت عمارة المتاحف (بالإنجليزية: Museum architecture)‏ بأهمية متزايدة على مر العصور، خاصة في الآونة الأخيرة.

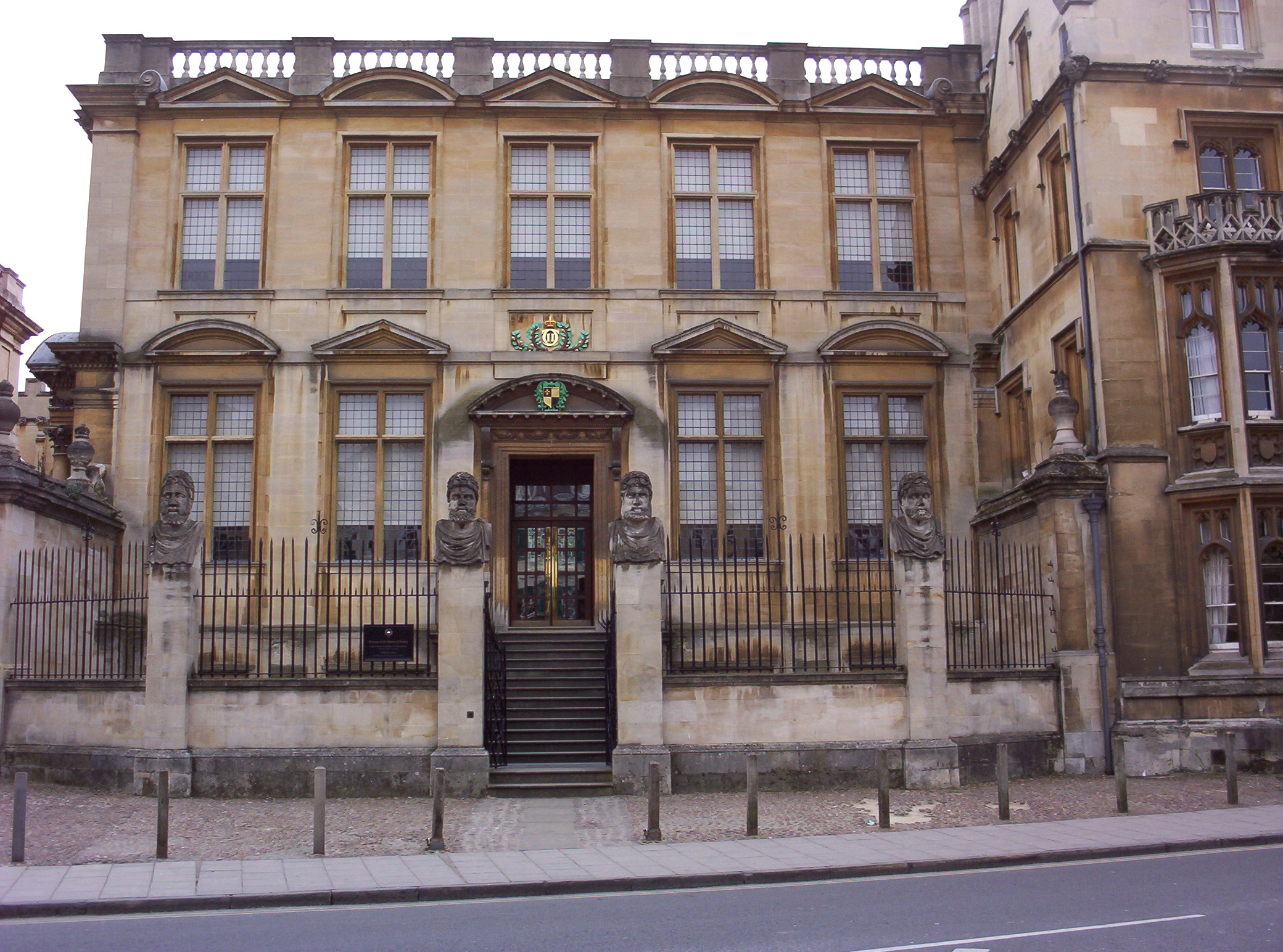
مبنى متحف أشموليان القديم في أكسفور، مثال للمتحف الذي بني ليؤدي الغرض

## التاريخ

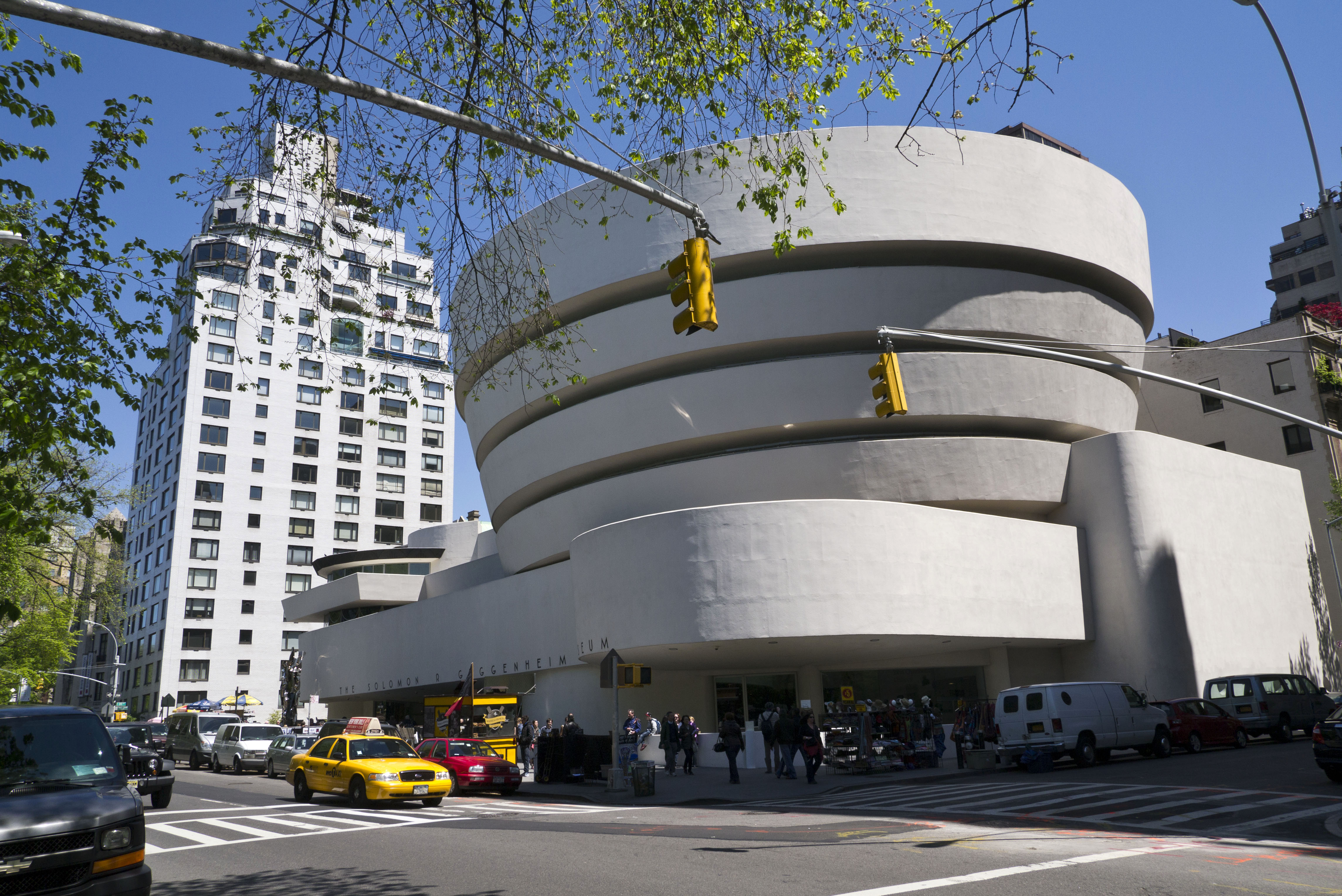
متحف سولومون غاغينهايم في مدينة نيويورك، صممه فرانك لويد رايت وافتتح في عام 1959

من الأمثلة على المتاحف التي شيدت لأجل غرض أو هدف معين هو مبنى متحف تاريخ العلوم في أكسفورد بإنجلترا، والذي تم بناؤه في الأصل لإيواء متحف أشموليان.
دُمجت المتاحف مع النصب التذكارية للحرب لخدمة أغراض متعددة في القرن العشرين. على سبيل المثال النصب التذكاري للحرب الأسترالية في كانبرا، هو مكان لإحياء الذكرى وكذلك للجمع والعرض. يحتوي على متحف وأرشيف وضريح. تم تصميمه من قبل جون كرست وأميل سودرستن بأسلوب كلاسيكي معاصر بتفاصيل متأثرة بآرت ديكو.

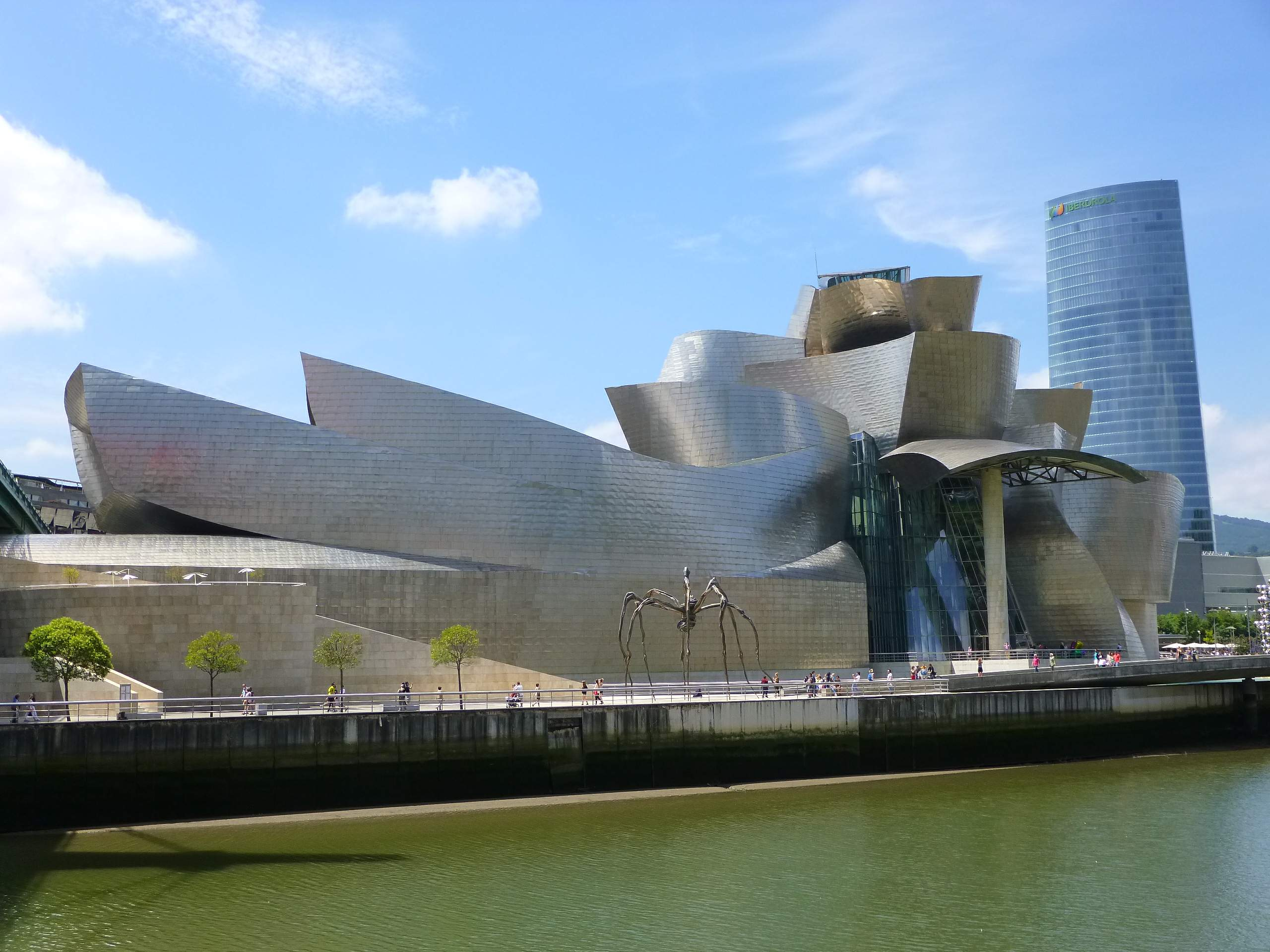
متحف غوغنهايم بلباو، إسبانيا

يعد متحف متحف سولومون غاغينهايم في مدينة نيويورك بالولايات المتحدة الأمريكية (افتتحه فرانك لويد رايت عام 1959) مَعلمًا معماريًا هامًا وأيقونة القرن العشرين. من الأمثلة الكلاسيكية الأخرى التي تعود إلى القرن العشرين على عمارة المتاحف الشهيرة متحف غوغنهايم بلباو المغطى بالتيتانيوم في إسبانيا والذي صممه فرانك جيري (افتتح في عام 1997). قام فرانك جيري بالعديد من مشاريع الهندسة المعمارية للمتاحف الكبرى، بما في ذلك مشروع متحف ثقافة البوب في سياتل بالولايات المتحدة الأمريكية، ومتحف وايزمان للفنون في مينيابوليس بالولايات المتحدة الأمريكية، ومتحف فيترا للتصميم ومتحف مارتا في ألمانيا، ومعرض الفن في أونتاريو بكندا.
تشمل الأمثلة الناجحة الحالية للهندسة المعمارية الحديثة هرم اللوفر الذي صممه المعماري آي إم باي في باريس، فرنسا (1989)، ومؤخراً محكمة الملكة إليزابيث الثانية الكبرى لنورمان فوستر في المتحف البريطاني في لندن بإنجلترا (2000).
تتضمن عمارة المتاحف أحيانًا إعادة الاستخدام المتكيف للمباني القديمة التي تجاوزت فائدتها ولكنها لا تزال ذات أهمية تاريخية. ومن الأمثلة البارزة على ذلك مسرح ومتحف دالي أو تحويل محطة بانكسايد للطاقة التي صممها السير جيلز جيلبرت سكوت إلى تيت مودرن في عام 2000، بناءً على تصميم هيرزوغ ودي ميرون. كانت المعلومات حول التحويل هي الأساس لفيلم وثائقي تم إنتاجه في عام 2008 بعنوان المهندسين المعماريين هرتسوغ ودي ميرون: كيمياء البناء وتيت مودرن.
Finegold Alexander + Associates Inc، وهي شركة معمارية مقرها في بوسطن، ماساتشوستس، الولايات المتحدة الأمريكية تأسست في عام 1962، وقد نفذت مشاريع معمارية للمتاحف بما في ذلك النصب التذكاري والمتحف الوطني لجزيرة إليس (المهندسين المعماريين المشاركين مع مجموعة مهندسو باير بليندر بيل)  ومتحف الهولوكوست التذكاري بالولايات المتحدة ( المهندسين المعماريين المرتبطين بـ Pei Cobb Freed & Partners).

## معماريون
بالإضافة إلى المهندسين المعماريين المذكورين أعلاه، فإن هناك مهندسين معماريين آخرين بارزين في هندسة المتاحف هم:
- فيل فريلون (معهد سميثسونيان الوطني للتاريخ والثقافة الأفريقية الأمريكية عام 2003، الولايات المتحدة الأمريكية، والمتحف الوطني لتاريخ وثقافة الأميركيين الأفارقة عام 2005، الولايات المتحدة الأمريكية)
- ليونارد جاكوبسون (المعرض الوطني للفنون (واشنطن)، الولايات المتحدة الأمريكية 1978؛ متحف الفنون الجميلة في بوسطن، ماساتشوستس 1981، الولايات المتحدة الأمريكية؛ متحف بورتلاند للفنون (مين)، 1982، الولايات المتحدة الأمريكية؛ متحف اللوفر، 1980/90، باريس، فرنسا)
- كينغو كوما (متحف قناة كيتاكامي، طوكيو، 1994، اليابان؛ متحف سنتوري للفنون، 2007، اليابان؛ فيكتوريا وألبرت في دندي[8]، 2010، اسكتلندا)
- أكيرا كوريو (متحف أويمورا نعومي التذكاري، 1994 ، اليابان؛ متحف أوكازاكي مايندسكيب،1996، اليابان)
- دانيال ليبسكيند (متحف الحرب الإمبراطوري شمال 1997-2001، متحف أونتاريو الملكي (ملحق)، 2002-2007)
- كاتاياما توكوما (متحف نارا الوطني، 1894، اليابان؛ متحف كيوتو الإمبراطوري، 1895، الآن متحف كيوتو الوطني، اليابان)
- ستانتون ويليامز (متحف نانت للفنون الجميلة،2011، نانت، فرنسا)[9]

## معرض الصور

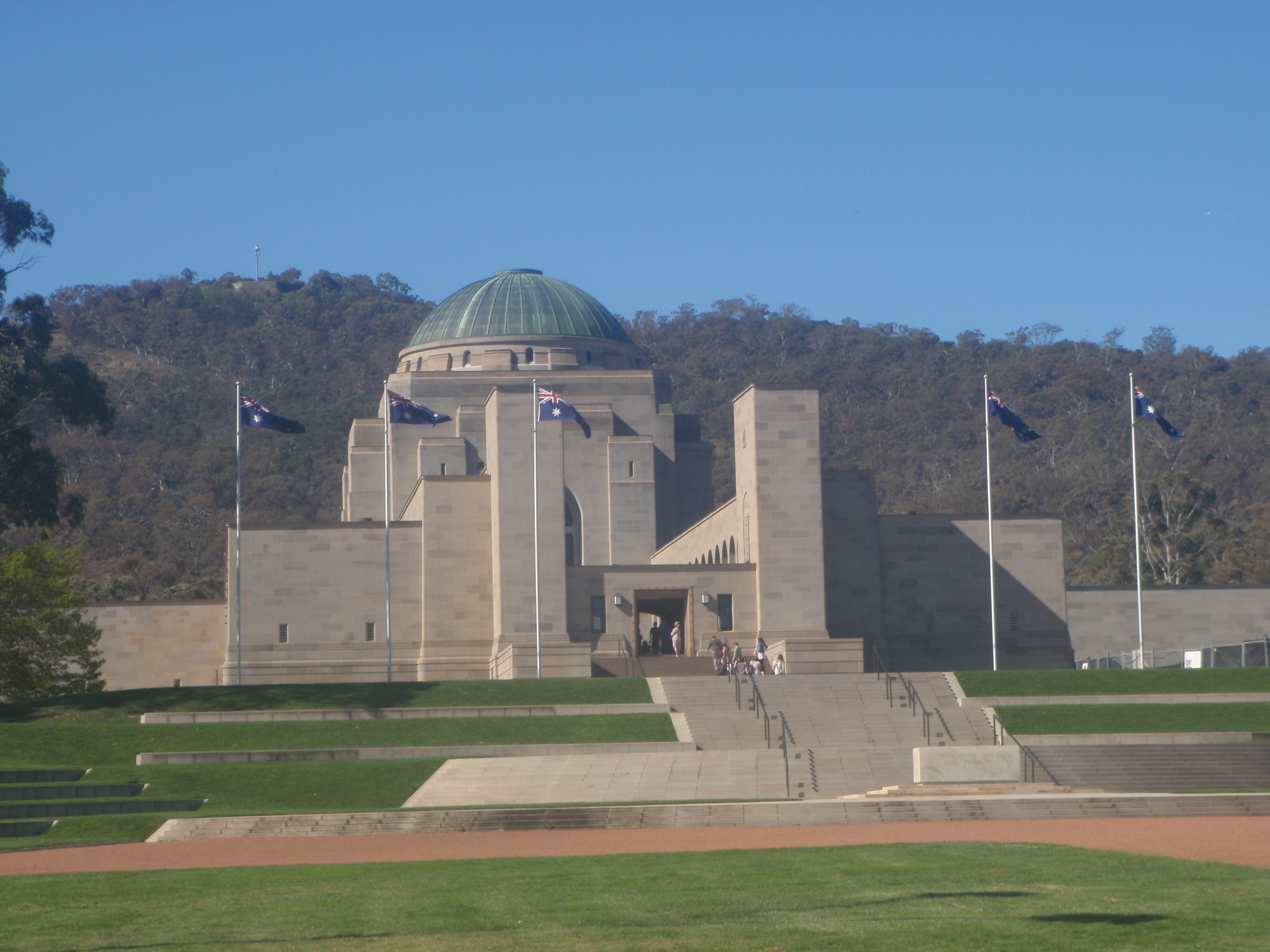
النصب التذكاري للحرب الأسترالية في كانبرا، بما في ذلك متحف عسكري وطني عام 1941، من تصميم إميل سودرستن وجون كرست
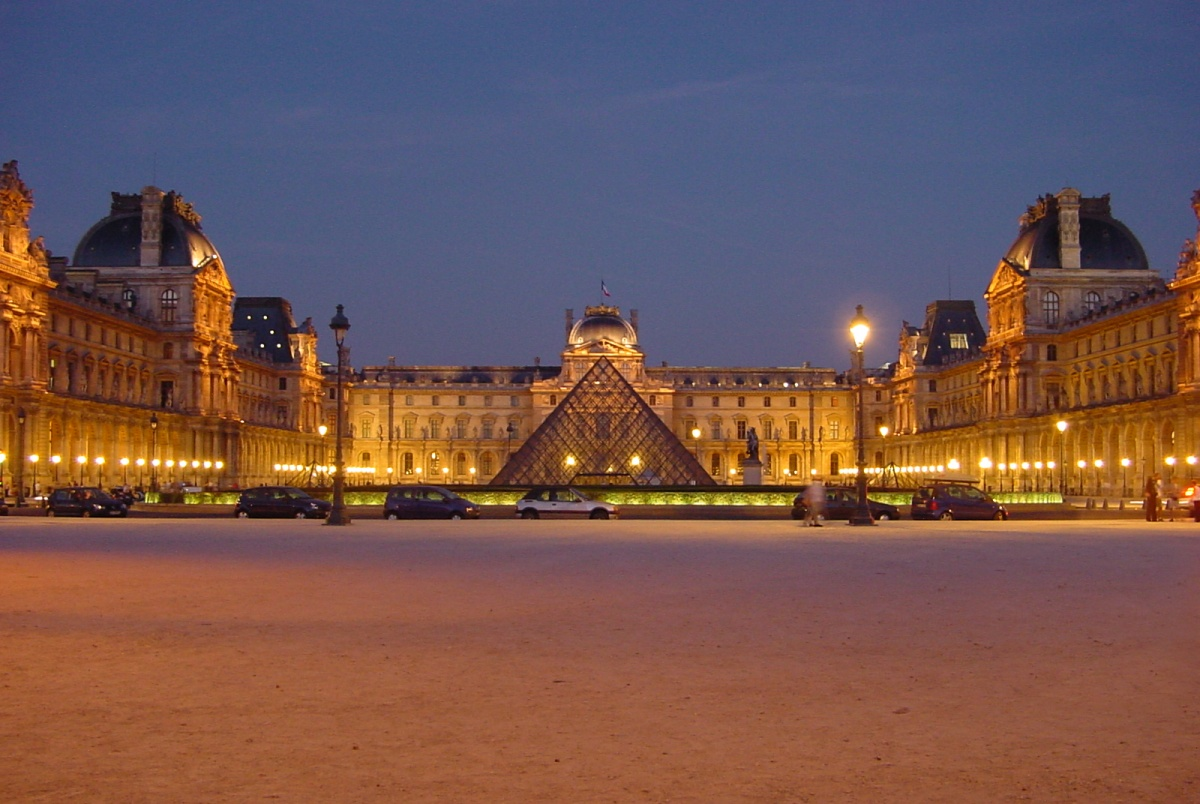
هرم اللوفر في متحف اللوفر في باريس (1989)
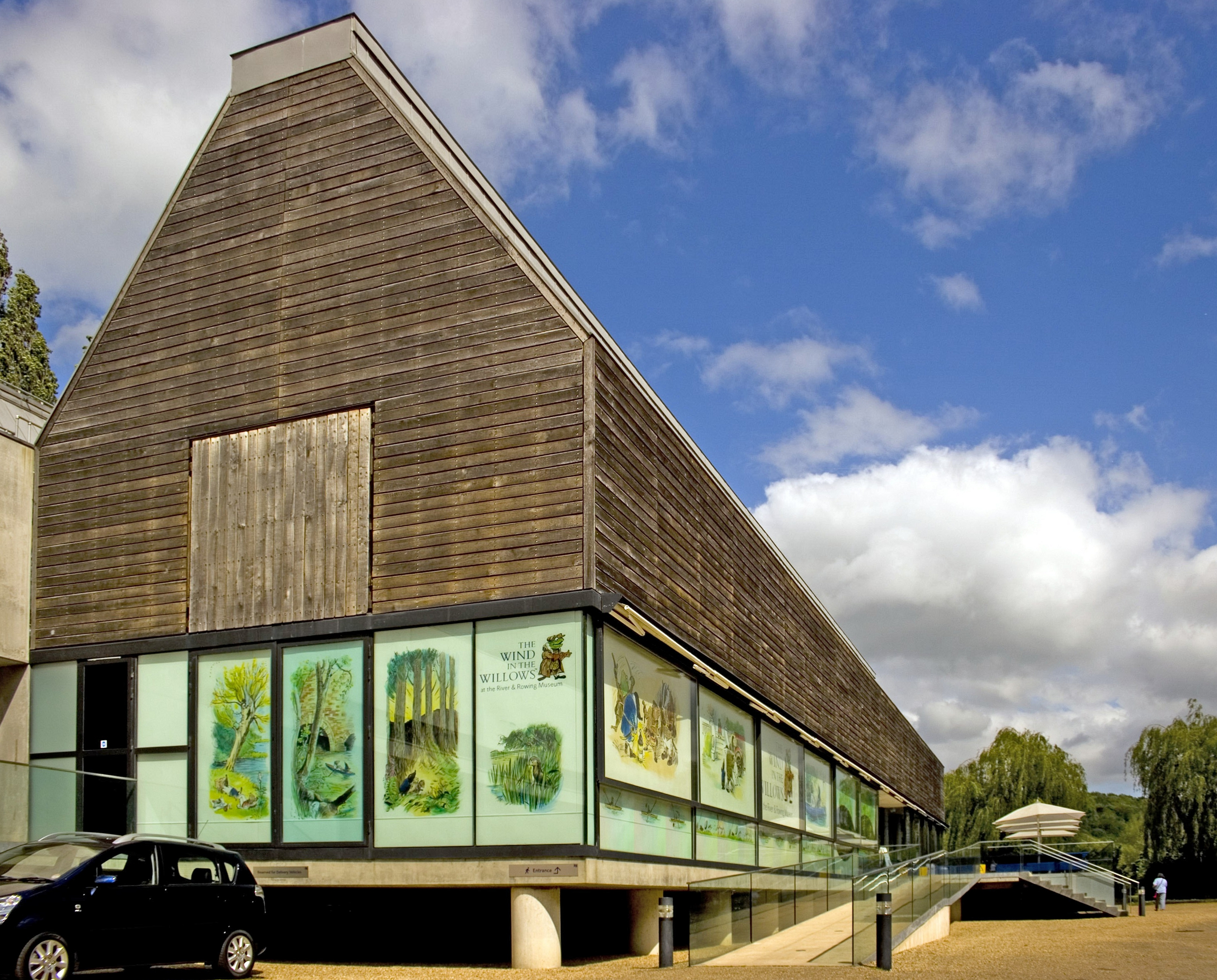
متحف النهر والتجديف، الذي صممه دافيد تشيبرفيلد وافتتح في عام 1997
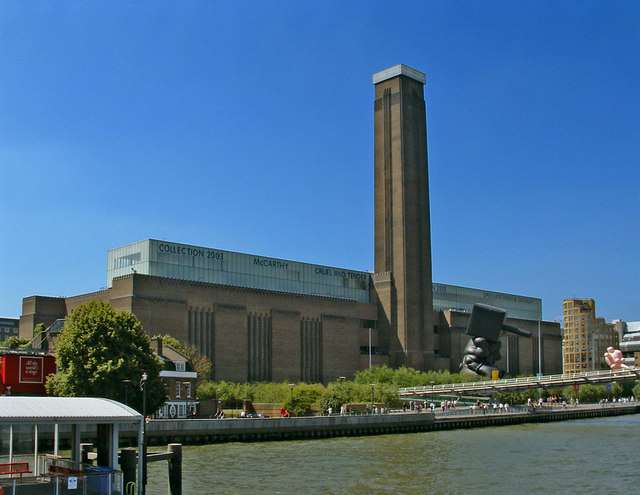
متحف تيت مودرن في لندن، صممه مكتب هيرتسوغ ودي مورون عام 2000
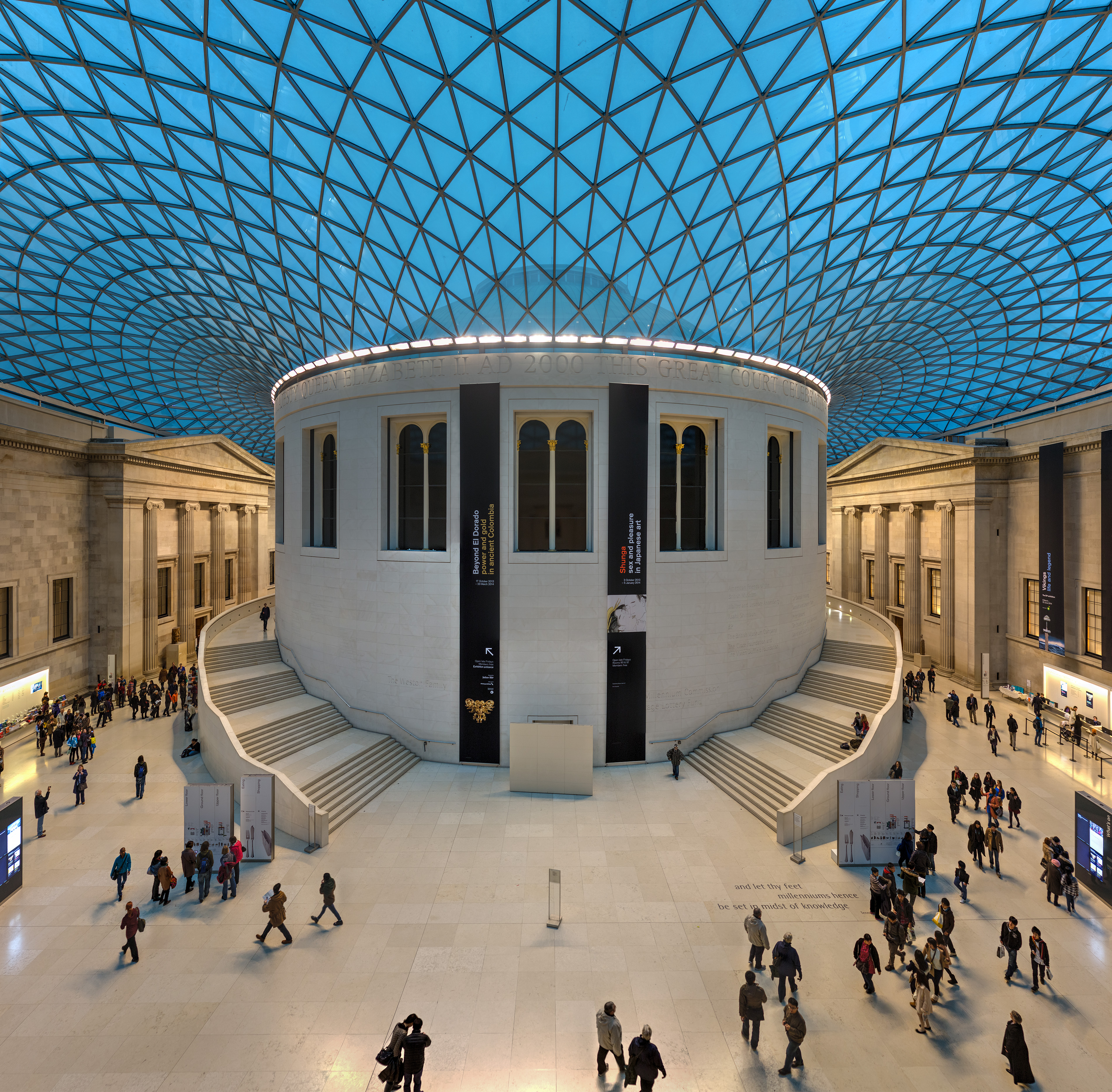
المحكمة الكبرى في المتحف البريطاني، لندن (2000)
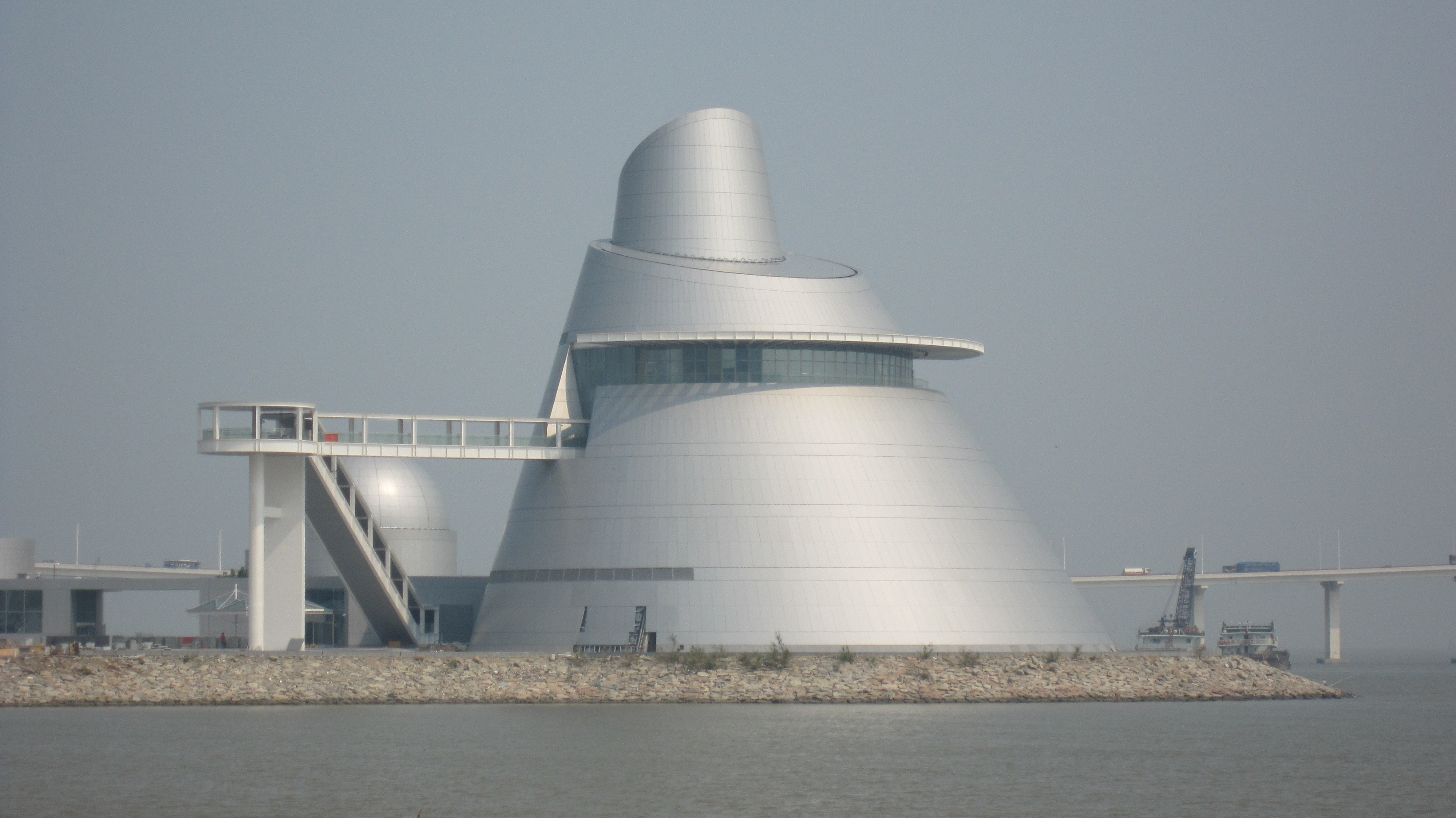
مركز العلوم في ماكاو، صممه مهندسو شركة بي بالتشارك مع المهندس آي إم بي (2009)